# Dambořice
Dambořice är en ort i Tjeckien.   Den ligger i regionen Södra Mähren, i den sydöstra delen av landet, 220 km sydost om huvudstaden Prag. Dambořice ligger 213 meter över havet och antalet invånare är 1 258.
Terrängen runt Dambořice är huvudsakligen platt, men åt nordost är den kuperad. Runt Dambořice är det ganska tätbefolkat, med 96 invånare per kvadratkilometer. Närmaste större samhälle är Slavkov u Brna, 13,1 km norr om Dambořice. Trakten runt Dambořice består till största delen av jordbruksmark.